# 선더버드 스타디움
선더버드 스타디움(Thunderbird Stadium)은 캐나다의 다목적 경기장이다. 브리티시컬럼비아주 밴쿠버에 위치하고 있으며 USL 화이트캡스 FC 2의 홈경기장이다.